# Charles II (grand-duc de Bade)
Pour les articles homonymes, voir Charles II.
Charles II Frédéric de Bade (en allemand : Karl Friedrich II von Baden), né le 8 juin 1786 à Karlsruhe et mort le 8 décembre 1818 à Rastatt, est grand-duc de Bade de 1811 à 1818.

## Famille
Alors que l'Europe est submergée par les armées de la Révolution française, le margrave héritier et sa femme avaient brillamment marié leurs filles. En 1793, la tsarine Catherine de Russie voulut pour son petit-fils, à qui elle voulait céder son trône, une union qui lui ouvrirait les portes de l'Europe occidentale et permettrait à la Russie d'étendre son influence jusqu'au Rhin. Elle jeta son dévolu sur la princesse Louise Augusta de Bade, qui comme ses sœurs était très belle et qui avait deux ans de moins que le futur Alexandre Ier de Russie. Dès lors, les autres filles du margrave héritier deviennent d'intéressants partis : Caroline épouse en 1795 l'héritier du trône de Bavière, Frédérique épouse en 1797, le roi Gustave IV de Suède. Marie épouse en 1802 le duc de Brunswick ; quant à Wilhelmine, elle épouse en 1804 le landgrave héritier Louis de Hesse-Darmstadt.
Charles est le seul fils survivant du margrave héritier Charles-Louis de Bade et d'Amélie de Hesse-Darmstadt. Il devient l'héritier du trône à l'âge de 15 ans, son père ayant trouvé accidentellement la mort au cours d'une visite qu'il rendait à sa fille, la reine de Suède. Il succèdedix ans plus tard à son grand-père Charles Ier de Bade (Charles-Frédéric).
Beau-frère du futur tsar et du roi de Suède, il n'en est pas moins un partisan enthousiaste du Premier consul Bonaparte, qui en 1803 a redessiné la carte de l'Allemagne, a été proclamé empereur en 1804 et a vaincu l'Autriche en 1805, consommant la fin du Saint-Empire romain germanique. La plupart des princes alliés de Napoléon trouvent un surcroît de prestige grâce à l'empereur : l'électeur de Bavière agrandit ses États et devient roi ; le landgrave de Hesse-Darmstadt, tout comme le vieux margrave de Bade, devient grand-duc. Le duc de Brunswick, farouche opposant des Français, ne reçoit rien.
D'abord fiancé à Augusta-Amélie de Bavière, que Napoléon marie à son fils adoptif Eugène de Beauharnais, Charles II de Bade épouse en compensation le 8 avril 1806 à Paris Stéphanie de Beauharnais (1789-1860), fille de Claude de Beauharnais et fille adoptive de Napoléon Ier.
Cinq enfants sont nés de cette union :
- Louise de Bade (1811 – 1854) : en 1830, elle épousa son cousin le prince Gustave de Suède (1799 – 1877), fils de Gustave IV Adolphe et de Frédérique de Bade (sœur du grand-duc Charles II) : leur fille Carola est la dernière reine de Saxe ;
- un fils (né le 29 septembre 1812 et officiellement mort le 16 octobre 1812[1]) qui aurait survécu, selon certaines hypothèses, et aurait été Kaspar Hauser ;
- Joséphine de Bade (1813 – 1900) : en 1834, elle épouse Charles-Antoine de Hohenzollern-Sigmaringen (1811 – 1885) ; ils sont les parents de Carol Ier de Roumanie et les grands-parents d'Albert Ier des Belges ;
- Alexandre de Bade (1816 – 1817) ;
- Marie-Amélie de Bade (1817 – 1888) : en 1843, elle épouse Guillaume Douglas, onzième duc de Hamilton (1811 – 1863) : leur fille Marie-Victoria épouse Albert Ier de Monaco.

## Biographie
Ses sœurs ont conclu des unions prestigieuses à défaut d'être heureuses : en 1793, Louise-Augusta avec le futur tsar Alexandre Ier de Russie ; en 1796, Caroline avec l'héritier du trône de Bavière ; en 1797, Frédérique avec le roi Gustave IV de Suède ; en 1802, Marie avec le duc Frédéric-Guillaume de Brunswick ; en 1804 Wilhelmine avec le grand-duc Louis II de Hesse.
Si la plupart de ses beaux-frères sont des ennemis acharnés de la France révolutionnaire puis impériale, le jeune Charles affiche ouvertement son admiration pour Napoléon.
Devenu prince héritier à la mort de son père Charles-Louis (1801), Charles, âgé de 15 ans, crut échapper à l'emprise de sa mère Amélie en se mettant sous la coupe de son oncle paternel, le prince Louis de Bade, à qui le vieux margrave avait confié la gestion de ses États.
Or, le prince Louis est un homme sans scrupule, corrompu et débauché — on prétend qu'il est l'amant de la seconde épouse de son père, Louise-Caroline Geyer von Geyersberg titrée comtesse de Hochberg, et qu'il est en fait le père de certains de ses demi-frères. Il entraîne son jeune neveu dans ses débauches, lui donne le goût de ce vice, ce qui, à terme, provoque la fin prématurée du jeune monarque. Napoléon, qui « protégeait » la confédération du Rhin, obtient que le prince Louis soit éloigné des affaires de la cour de Karlsruhe et marie le prince Charles à une nièce de son épouse.
La margravine Amélie, qui craint pour son fils un mariage indigne de son rang, a fiancé Charles à Augusta-Amélie de Bavière. Les fiançailles sont rompues sur les instances de Napoléon Ier qui veut marier Augusta à son fils adoptif, Eugène de Beauharnais. En compensation, l'empereur maria Charles à Stéphanie de Beauharnais, une cousine d'Eugène, qu'il adopte précipitamment et fait princesse impériale (1806).
Aux commencements, le mariage n'est pas heureux, les deux époux étant plutôt immatures. De plus Charles reste sous l'influence de son oncle Louis, qui l'entraîne dans ses excès. Sur les instances de l'empereur des Français et non sans répugnance, les époux finissent par se rapprocher et leur premier enfant nait en 1811, année où le jeune margrave succède à son grand-père, Charles Ier de Bade.
Politiquement, bien que beau-frère du roi de Suède et du tsar, il se montre un partisan fidèle de Napoléon Ier et ne l'abandonne qu'en désespoir de cause.
En 1812, nait le prince héritier attendu mais le nourrisson meurt subitement dans des conditions étranges qui font soupçonner une substitution d'enfant.
Le congrès de Vienne (1814 – 1815) confirme les possessions acquises par son grand-père durant le règne de Napoléon Ier.
Ses mœurs débauchées altèrent déjà sa santé mais le grand-duc, qui n'a pas trente ans, sait néanmoins faire preuve de rectitude morale et refuse de répudier sa femme après la chute de l'Empire français. Une fille est née en 1813, puis un fils en 1816 qui meurt au berceau, enfin une autre fille nait en 1817. La santé de plus en plus chancelante du grand-duc laisse présager la fin de la dynastie badoise.
Faute d'héritier mâle, l'extinction de la dynastie de Bade étant proche, Maximilien Ier, roi de Bavière et époux de Caroline de Bade, réclame en son nom l'héritage du grand-duché de Bade. Afin de préserver ses États du démembrement, Charles II promulgue en octobre 1817 une loi de succession qui permet aux enfants du second mariage de Charles Ier Frédéric, bien qu'issus d'une union morganatique, d'accéder aux droits dynastiques du grand-duché de Bade. Désormais, les enfants Hochberg sont princes et princesses grand-ducaux de Bade.
En 1818, il octroie à ses sujets une nouvelle Constitution et renforce les droits successoraux des héritiers Hochberg (ses demi-oncles).
Victime de ses excès, il meurt peu après sans héritier masculin survivant. Le prince Louis, son oncle, lui succède sous le nom de Louis Ier de Bade.

## Kaspar Hauser
Kaspar Hauser serait, selon les derniers résultats[Quand ?] des analyses ADN, le fils de Charles II de Bade, qui aurait pu être enlevé sur les ordres ou par la baronne Louise Caroline Geyer von Geyersberg, comtesse von Hochberg, épouse morganatique de son grand-père Charles Ier de Bade (et peut être maîtresse de son beau-fils, le futur grand-duc Louis Ier)[réf. nécessaire].

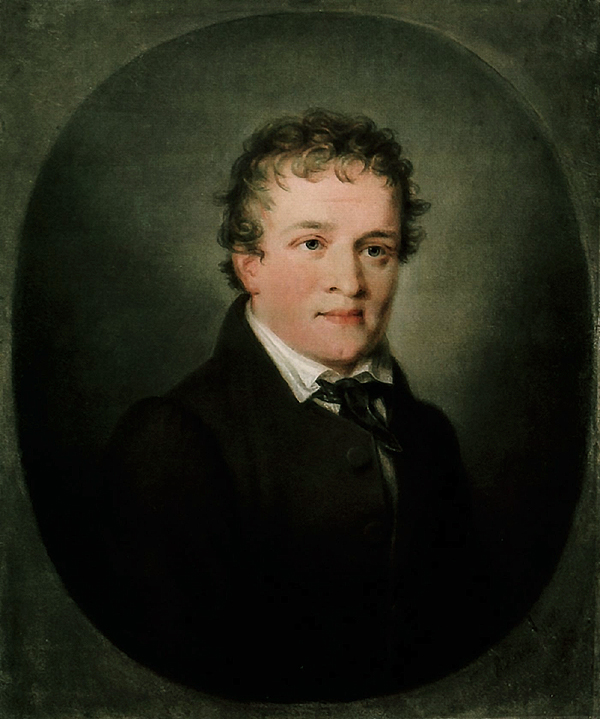
Kaspar Hauser.

Charles II de Bade descend de la quatrième branche de la Maison de Bade, elle-même issue de la première branche de la Maison ducale de Bade. Il appartient à la lignée de Bade-Durlach dite lignée Ernestine fondée par Ernest de Bade-Durlach. Cette lignée toujours existante est représentée par le prince Maximilien de Bade.
Il est le créateur de l'ordre du Lion de Zaeringen, le 26 décembre 1812.